# Le Poizat-Lalleyriat
Le Poizat-Lalleyriat es una comuna nueva francesa del departamento de Ain, en la región de Auvernia-Ródano-Alpes.

## Historia
Fue creada el 1 de enero de 2016, en aplicación de una resolución del prefecto de Ain del 15 de septiembre de 2015 con la unión de las comunas de Lalleyriat y Le Poizat, pasando a estar el ayuntamiento en la antigua comuna de Lalleyriat.

## Demografía
| Gráfica de evolución demográfica de Le Poizat-Lalleyriat entre 1800 y 2013 |
|                                                                            |

Los datos entre 1800 y 2013 son el resultado de sumar los parciales de las dos comunas que forman la nueva comuna de Le Poizat-Lalleyriat, cuyos datos se han cogido de 1800 a 1999, para las comunas de Lalleyriat y Le Poizat de la página francesa EHESS/Cassini. Los demás datos se han cogido de la página del INSEE.

## Composición
| Comuna delegada | Código INSEE | Población (2013) | Superficie (km²) | Densidad (hab./km²) |
| --------------- | ------------ | ---------------- | ---------------- | ------------------- |
| Lalleyriat      | 01204        | 261              | 15.25            | 17                  |
| Le Poizat       | 01300        | 450              | 17.90            | 25                  |